# Rüdersdorfer Heide
Die Rüdersdorfer Heide (auch Grüne Heide) ist ein knapp 80 km2 großes Waldgebiet südlich von Rüdersdorf.

## Name
Der Name leitet sich vom benachbarten Rüdersdorf ab. Dieses war der erst Hauptort der Barnim-Besitzungen des Klosters Zinna und später der königlich-preußischen Domäne Rüdersdorf. Der Forst-Gutsbezirk Rüdersdorf, welcher die Heide umfasst, bestand bis 1952.

## Geographie
Der nördliche Teil der Rüdersdorfer Heide (Oberheide) befindet sich auf dem südlichen Rand der Hochfläche des Barnim, der südliche Teil gehört zum Berliner Urstromtal. Die Rüdersdorfer Heide gliedert sich in die Vorder-, Mittel- und Hinterheide. Die Vorderheide reicht von Rüdersdorf bis an die Grünheider Seenkette. Die Mittelheide befindet sich zwischen der Seenkette und der Löcknitz und die Hinterheide umfasst das Gebiet zwischen Löcknitz und Spree.

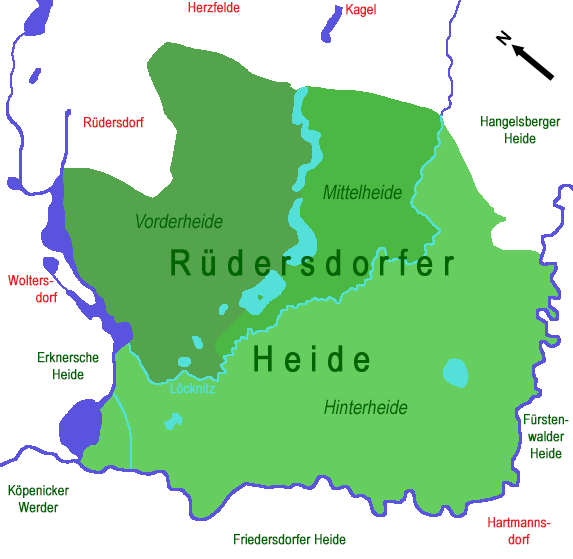
Untergliederung

### Grenzen und Gemeindezugehörigkeit
Die Rüdersdorfer Heide wird im Osten von der Hangelsberger Heide, im Süden von der Spree, im Westen von Dämeritz-, Flaken- und Kalksee und im Norden von der Rüdersdorfer und Herzfelder Feldmark begrenzt. Der größte Teil der Rüdersdorfer Heide gehört heute zur Gemeinde Grünheide. Der besiedelte Westteil der Heide gehört zur Stadt Erkner und zwei kleinere Teile im Norden gehören noch zu den Gemeinden Rüdersdorf und Woltersdorf.

### Berge
Die höchste Erhebung der Rüdersdorfer Heide sind die Kranichsberge in ihrem Nordwesten, mit bis zu 105 Metern. Östlich von diesen erheben sich noch die Wurzelberge mit maximal 87 Metern Höhe.

### Gewässer
Die Löcknitz durchfließt die Heide von Ost nach West. Außerdem befindet sich als stehende Gewässer in der Rüdersdorfer Heide der Möllensee, Peetzsee, Werlsee, Priestersee, Heidereutersee, Wupatzsee und Karutzsee in einer von Ost nach West verlaufenden Kette an oder in der Nähe des Verlaufs der Löcknitz. Im Südosten der Heide befindet sich noch der Störitzsee.

## Geschichte

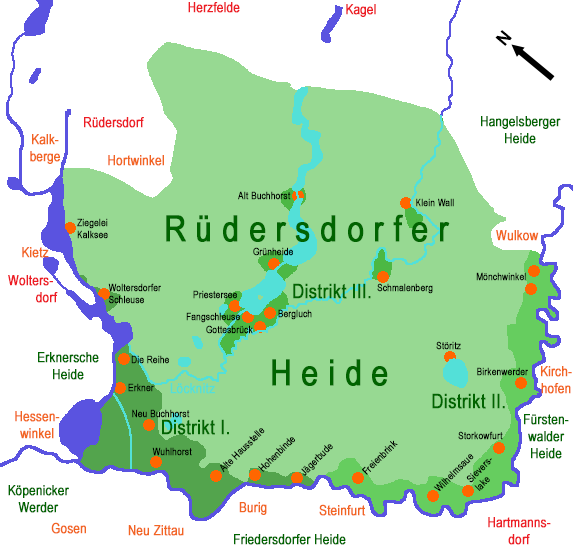
Rüdersdorfer Heide um 1800

Die Rüdersdorfer Heide gehörte von 1240 bis 1553 zum Barnimer Besitz des Klosters Zinna, danach zur kurfürstlichen, später königlichen Domäne Rüdersdorf. Bereits im 16. Jahrhundert besaßen die Brandenburger Kurfürsten ein Jagdschloss auf der Insel im Werlsee. Während des Dreißigjährigen Krieges wurde die Gegend fast völlig entvölkert. Im 18. Jahrhundert begann die Wiederbesiedlung im Rahmen der Binnenkolonisation unter Friedrich Wilhelm I. und Friedrich II. Die zahlreichen kleinen und mittleren Siedlungen in der Rüdersdorfer Heide wurden schließlich um 1800 in drei Heidedistrikte zusammengefasst. Der I. Heidedistrikt (auch Vorderheide genannt) umfasste die Siedlungen am Westrand der Heide und wurde von Neu-Buchhorst aus verwaltet, der II. Heidedistrikt (Hinterheide) bestand aus den Siedlungen am Ostrand der Heide und der III. Heidedistrict (Mittelheide) umfasste die Siedlungen inmitten der Rüdersdorfer Heide an der Seenkette und der Löcknitz. 1884 wurde die Woltersdorfer Schleuse und die Siedlung Schleusenberg vom I. Heidedistrikt nach Woltersdorf umgemeindet. 1888 erhielt der I. Heidedistrikt den amtlichen Namen „Erkner“ und ein Jahr später erhielt der II. Heidedistrikt den Namen „Spreeau“ und der III. Heidedistrikt den Namen „Werlsee“. Diese Gemeinden bestanden jedoch nur aus den besiedelten Flächen. Der Forst selbst war in einem Gutsbezirk namens "Rüdersdorfer Heide" zusammengefasst. 1927 wurde Mönchwinkel aus Spreeau herausgetrennt und eine eigene Gemeinde. Während des Nationalsozialismus wurde 1934 die Gemeinde Werlsee in „Grünheide“ umbenannt. Außerdem wurde der östlichste Teil des Berliner Autobahnrings auf rund 50 Hektar durch die Rüdersdorfer Heide gebaut. 1937 wurde dieser Streckenabschnitt eröffnet. Der fiskalische Forst-Gutsbezirk Rüdersdorfer Heide wurde 1952 endgültig aufgelöst und seine Gebiete auf die umliegenden Gemeinden aufgeteilt. Im Süden der Rüdersdorfer Heide wurde zu DDR-Zeiten eine Übungsstätte für die Stasi errichtet. Außerdem entstand nördlich von Freienbrink ein Gewerbegebiet, dass nach der Wende ausgeweitet wurde. 2003 wurden die Gemeinden Spreeau und Mönchwinkel nach Grünheide eingemeindet. Nach Baubeginn 2020 wurde 2022 der Betrieb der Tesla-Gigafactory Berlin-Brandenburg im Südwesten der Rüdersdorfer Heide aufgenommen.

### Försterei
Von der Säkularisation des Klosters um 1555 bis 1918 wurde die Rüdersdorfer Heide von einer eigenen Oberförsterei verwaltet. Dem Rüdersdorfer Oberförster waren mehrere Unterförstereien unterstellt. Hierzu gehörten die Förstereien Kalksee, Altbuchhorst, Eggersdorf, Fangschleuse, Hohenbinde, und Kagelluch.

## Verkehr

### Landesstraßen
Die Landesstraßen L23, L231, L30, L38 führen durch die Rüdersdorfer Heide.

### Autobahn
Der Berliner Autobahnring durchquert die Rüdersdorfer Heide von Nord nach Süd. Die Neue Löcknitz wird mit der Löcknitzbrücke und die Alte Löcknitz mit der Froschbrücke überquert. Innerhalb der Heide befinden sich die Abfahrten 6a (Erkner), Freienbrink Nord und 7 (Freienbrink).

### Bahn
Die Bahnstrecke Berlin-Frankfurt (Oder) durchquert die Rüdersdorfer Heide von West nach Ost seit 1842. Innerhalb der Rüdersdorfer Heide besteht an dieser Bahnstrecke lediglich der Bahnhof Fangschleuse.

## Siedlungen
In der Rüdersdorfer Heide befinden sich eine Reihe von Siedlungen, Wohnplätzen und Einzelgehöften.
| Name              | Ersterwähnung | heutige Gemeindezugehörigkeit |
| ----------------- | ------------- | ----------------------------- |
| Erkner            | 1579          | Erkner                        |
| Storkowfurt       | 1681          | Grünheide (OT Spreeau)        |
| Klein Wall        | 1642          | Grünheide (OT Grünheide)      |
| Grünheide         | 1701          | Grünheide (OT Grünheide)      |
| Sieverslake       | 1702          | Grünheide (OT Spreeau)        |
| Fangschleuse      | 1710          | Grünheide (OT Grünheide)      |
| Mönchwinkel       | 1710          | Grünheide (OT Mönchwinkel)    |
| Alt Buchhorst     | 1713          | Grünheide (OT Grünheide)      |
| Schönschornstein  | 1745          | Erkner                        |
| Alte Hausstelle   | 1749          | Erkner                        |
| Bergluch          | 1750          | Grünheide (OT Grünheide)      |
| Freienbrink       | 1750          | Grünheide (OT Spreeau)        |
| Hohenbinde        | 1750          | Erkner                        |
| Neu Buchhorst     | 1755          | Erkner                        |
| Störitz           | 1771          | Grünheide (OT Spreeau)        |
| Gottesbrück       | 1773          | Grünheide (OT Grünheide)      |
| Schleusenberg     | 1774          | Woltersdorf                   |
| Schmalenberg      | 1786          | Grünheide (OT Grünheide)      |
| Birkenwerder      | 1798          | Grünheide (OT Spreeau)        |
| Jägerbude         | 1841          | Erkner                        |
| Wilhelmsaue       | 1841          | Grünheide (OT Spreeau)        |
| Seebad Rüdersdorf | 1865          | Rüdersdorf                    |
| Spreeeck          | 1932          | Erkner                        |
| Karutzhöhe        | 1936          | Erkner                        |

Ersterwähnungen bis 1786 im Kirchenbuch von Rüdersdorf